# Del Amitri
Del Amitri er et pop/rock-band fra Glasgow, Skotland, dannet i 1983.
Bandets medlemmer gennem tiderne:
- Andy Alston (keyboards, 1989- )
- Donald Bentley (guitar, 1980-1982)
- David Cummings (guitar, 1989-1995)
- Justin Currie (bas, sang, 1980- )
- Kris Dollimore (guitar, 1997-2002)
- Iain Harvie (guitar, 1982- )
- Brian McDermott (trommer, 1989-1993)
- Jon McLoughlin (guitar, 1995-1997, død 2005)
- Mark Price (trommer, 1997-2002)
- James Scobbie (guitar, sang, 1980-1982)
- Mick Slaven (guitar, 1987-1989)
- Ashley Soan (trommer, 1994-1997)

## Diskografi
Del Amitri har udgivet følgende album:
- Del Amitri (1985)
- Waking Hours (1989)
- Change Everything (1992)
- Twisted (1995)
- Some Other Sucker's Parade (1997)
- Hatful of Rain: The Best of Del Amitri (1998)
- Lousy with Love: The B-Sides (1998)
- Can You Do Me Good? (2002)
- Fatal Mistakes (udgives: 14. maj 2021) [1]